# А̊

Ilustrace latinského písmena å, které vypadá podobně jako а̊

А̊ (minuskule а̊) je písmeno cyrilice, které se používá v selkupštině. Toto písmeno vypadá podobně jako písmeno Å v latince. Ještě není zakódováno do Unicode.
V selkupštině toto písmeno představuje zvuk /ɔ/, nebo /ɒ/.